# Anaplectoidea cylindrica
Anaplectoidea cylindrica är en kackerlacksart som beskrevs av Wang, Z. Q., Jiang och P. Z. Feng 2006. Anaplectoidea cylindrica ingår i släktet Anaplectoidea och familjen småkackerlackor. Inga underarter finns listade i Catalogue of Life.